# Mycosphaerella guettardina
Mycosphaerella guettardina är en svampart som beskrevs av Petr. & Cif. 1932. Mycosphaerella guettardina ingår i släktet Mycosphaerella och familjen Mycosphaerellaceae.   Inga underarter finns listade i Catalogue of Life.